# Liste der politischen Parteien in Sierra Leone
Die Liste der politischen Parteien in Sierra Leone behandelt die Parteien in dem westafrikanischen Staat Sierra Leone.
Nach dem Ende des von 1978 bis 1992 bestehenden Einparteien-Systems sind wieder zahlreiche Parteien in Sierra Leone zugelassen.

## Parteien

### Bestehende Parteien
Stand: 2019
| Partei                                  | Abkürzung | Im Parlament | Ausrichtung                        | Gründungsjahr |
| --------------------------------------- | --------- | ------------ | ---------------------------------- | ------------- |
| Alliance Democratic Party               | ADP       | nein         |                                    |               |
| All People’s Congress                   | APC       | ja           | demokratisch sozialistisch (links) | 1960 (1962)   |
| Coalition for Change                    | C4C       | ja           |                                    | 2017          |
| Citizens Democratic Party               | CDP       | nein         |                                    |               |
| National Democratic Alliance            | NDA       | nein         |                                    | 2001          |
| National Grand Coalition                | NGC       | ja           |                                    | 2017          |
| National Progressive Democrats          | NPD       | nein         |                                    | 2017          |
| National Unity and Reconciliation Party | NURP      | nein         |                                    | 2017          |
| Peace and Liberation Party              | PLP       | nein         |                                    | 2001          |
| Peoples Movement for Democratic Change  | PMDC      | nein         | liberal (Mitte-rechts)             | 2006          |
| Republican National Independent Party   | ReNIP     | nein         |                                    |               |
| Revolutionary United Front Party *      | RUFP      | nein         |                                    | 2001          |
| Sierra Leone People’s Party             | SLPP      | ja           | sozialdemokratisch (Mitte-links)   | 1951          |
| United Democratic Movement              | UDM       | nein         |                                    | 2011          |
| United National People’s Party          | UNPP      | nein         |                                    | 1996          |
| Unity Party                             | UP        | nein         |                                    | 2017          |

* 2007 kurzzeitig mit APC zusammengeschlossen.

## Ehemalige Parteien
Die nachstehende Parteien sind nicht aktiv bzw. sind bereits aufgelöst.
- Citizens United for Peace and Progress (CUPP)
- Democratic Centre Party (DCP)
- Grand Alliance Party (GAP)
- Kono Progressive Movement (KPM)
- Movement for Progress (MOP)
- National Alliance Democratic Party (NADP)
- National Council of Sierra Leone (NCSL)
- National People’s Party (NPP)
- National Unity Movement (NUM)
- National Unity Party (NUP)
- People’s Democratic Party (PDP)
- People’s National Convention (PNC)
- Peoples Party (PP), seit 1951 Teil des All People’s Congress
- People’s Redemption Party (PRP)
- Protectorate Education Progressive Union (PEPU), seit 1951 Teil des All People’s Congress
- Revolutionary United Front Party (RUFP), hervorgegangen aus der Revolutionary United Front
- Sierra Leone Independence Movement (SLIM)
- Sierra Leone Organisation Society (SOS), seit 1951 Teil des All People’s Congress
- Social Democratic Party (SDP)
- United Progressive Party (UPP)
- Young People’s Party (YPP)